# Arthur Norman Prior
Arthur Norman Prior (* 4. Dezember 1914 in Masterton, Neuseeland; † 6. Oktober 1969 in Trondheim, Norwegen) war ein neuseeländisch-britischer Logiker und Philosoph, der der analytischen Philosophie der formalen Sprache zuzurechnen ist. Mit seinem Werk Time and Modality (1957) begründete Prior die moderne Temporale Logik, außerdem leistete er wichtige Beiträge zur intensionalen Modallogik, insbesondere in dem Band Objects of Thought (1971).

## Leben
Priors Ausbildung erfolgte vollständig in Neuseeland unter dem Einfluss von John Niemeyer Findlay. Obwohl er nur über mittelmäßige mathematische Kenntnisse verfügte, folgte er 1946 auf Karl Poppers freigewordene Stelle als Lehrbeauftragter für Philosophie und Logik an der University of Canterbury in Christchurch. 1953 erfolgte die Ernennung zum Professor. Auf Betreiben von Gilbert Ryle, den Prior 1954 in Neuseeland getroffen hatte, verbrachte er 1956 ein Gastjahr an der University of Oxford, um in diesem Jahr die John Locke-lectures zu halten, die zusammengefasst in Time and Modality veröffentlicht wurden. In seiner Oxforder Zeit trat Prior auch in Kontakt mit Peter Geach, dem Mitherausgeber von Wittgensteins Nachlass, dem Logikhistoriker William Kneale und korrespondierte mit dem noch jugendlichen Saul Kripke. Die Wiederbelebung der Logik als Forschungsgebiet in Großbritannien soll deutlich von Priors Engagement befördert worden sein. 1959 bis 1966 war er Professor für Philosophie an der University of Manchester. Seit 1966 war er auf Lebenszeit Fellow und „Tutor in philosophy“ am Balliol College, Oxford. Zu seinen Schülern zählen Osmund Lewry, Max Cresswell, Kit Fine, Patrick Blackburn und Robert Bull. Seit 1963 war er Mitglied der British Academy.

## Werk
In Time and Modality, einem grundlegenden Beitrag zur Zeitlogik und zur Philosophie der Zeit, vertrat Prior eine sogenannte A-Theorie der Zeit, der zufolge die zeitlichen Modalitäten Vergangenheit, Gegenwart und Zukunft absolut und nicht relativ zu verstehen und ontologisch grundlegend sind. Dennoch betrachtet Prior kategorische Aussagen wie „Theaithet sitzt“ als vollständige Aussage, die zu unterschiedlichen Zeitpunkten verschiedene Wahrheitswerte besitzt. Dem steht die Auffassung gegenüber, dass ein solcher Satz um Zeit- und Ortsangaben ergänzt werden muss, um seine Wahrheitsbedingungen eindeutig festzulegen. Diese Ansicht war seit Gottlob Freges Zeiten dominierend gewesen; sie ist mit der metaphysischen Vorstellung eines Blockuniversums verknüpft. Priors Position gilt als erste rigid-formale Formulierung eines derartigen Aktualismus.
Prior war nahezu völliger Autodidakt in Bezug auf moderne Formale Logik und veröffentlichte seinen ersten Beitrag zu diesem Gebiet erst im Alter von 38 (1952), nachdem er sich intensiv mit den Arbeiten von Joseph Maria Bocheński und Jan Łukasiewicz auseinandergesetzt hatte, die damals nur zum Teil in englischer Übersetzung vorlagen. Prior verwendete daher auch durchgehend die polnische Notation. Das Ergebnis seiner Beschäftigung mit der Logik aus den frühen Jahren stellt Prior 1955 dar. In seinen Arbeiten zur Zeitlogik verteidigt Prior systematisch und ausführlich die Auffassung, das die Wirklichkeit zeitlich strukturiert ist, die aus festen, dreidimensionale Gegenständen aufgebaut ist, die während ihrer Existenz durchgängig gegenwärtig sind (siehe auch Vierdimensionalismus).
Prior zeigte auch ein starkes Interesse an der Geschichte der Logik und zählt zu den ersten Logikern im englischen Sprachraum, die das Werk von Charles Sanders Peirce zu würdigen wussten und die Unterscheidung von de re und de dicto in der Modallogik betrachteten. Priors Beschäftigung als Lehrender und Forschender mit der Modallogik fällt in eine Zeit, in der diesen Themen sonst wenig Beachtung geschenkt wurde und die vor dem Boom liegt, den Kripke durch den Vorschlag der mögliche Welten-Semantik ausgelöst hat. Willard Van Orman Quine hatte Ansätze der intensionalen Modallogik, wie sie Rudolf Carnap vertrat, sogar entschieden zurückgewiesen.
Neuerdings gilt Prior auch als Wegbereiter der zwischen modaler Aussagenlogik und Logik erster Stufe stehenden Hybriden Logik (siehe auch Nichtklassische Logik). In seinem Versuch, binäre und einstellige zeitlogische Operatoren in einem formalen System zu vereinen (z. B. „() until ()“ und „() will always be“ in Past, Present, and Future (1967)) schuf Prior ungewollt ein Beispiel für spätere hybride Systeme. In Time and Modality hatte Prior auch den Gebrauch einer mehrwertigen Logik zur Lösung des Problems leerer Eigennamen erprobt.
Priors Arbeiten stellen sowohl in philosophischer wie in formaler Hinsicht eine fruchtbare Verbindung zwischen formalen Neuerungen und Sprachanalyse dar. Prior zufolge kann die natürliche Sprache nicht nur die Quelle logischer Irrtümer, sondern eben auch verschütteter Einsichten sein. Seine akribische Auseinandersetzung mit gegnerischen Positionen hat viel dazu beigetragen, auch Alternativen zu seinem eigenen Standpunkt weiterzuentwickeln.

## Veröffentlichungen
Die folgende Liste umfasst sowohl Monographien als auch Sammelbände:
- Logic and the Basis of Ethics, Oxford University Press, 1959 ISBN 0-19-824157-7
- Formal Logic. Oxford University Press 1955, ²1962
- Time and Modality. Oxford University Press 1957 auf Grundlage der 1956 gehaltenen John Locke lectures ISBN 978-0-19-824158-4
- Past, Present and Future. Oxford University Press, 1967
- Papers on Time and Tense. Oxford University Press, 1968
- Objects of Thought. Herausgegeben von P. T. Geach und A. J. P. Kenny, Oxford University Press, 1971
- The Doctrine of Propositions and Terms. Herausgegeben von P. T. Geach und A. J. P. Kenny, Duckworth, London 1976
- Papers in Logic and Ethics. Herausgegeben von P. T. Geach und A. J. P. Kenny, Duckworth, London 1976
- Worlds, Times and Selves. Herausgegeben von Kit Fine. London: Duckworth, 1977
- Papers on Time and Tense. Neu herausgegeben von Per Hasle, Peter Øhrstrøm, Torben Braüner & Jack Copeland. Oxford University Press, 2003